# 恰斯利夫齊
48°32′22″N 22°18′17″E / 48.53944°N 22.30472°E
恰斯利夫齊（烏克蘭語：Часлівці），是烏克蘭的村落，位於該國西部外喀爾巴阡州，由烏日霍羅德區負責管轄，始建於1427年，面積1平方公里，2001年人口820，人口密度每平方公里820人。